# Monoicomyces zealandicus
Monoicomyces zealandicus är en svampart som beskrevs av Thaxt. 1918. Monoicomyces zealandicus ingår i släktet Monoicomyces och familjen Laboulbeniaceae.  Arten är reproducerande i Sverige. Inga underarter finns listade i Catalogue of Life.